# Transformacja wolnorynkowa
Transformacja wolnorynkowa – proces przechodzenia z gospodarki centralnie planowanej lub nakazowo-rozdzielczej do kapitalistycznej, czyli wolnorynkowej.
Transformacja polega na podjęciu szeregu działań takich jak:
- uwolnienie cen, które od tej pory mają być regulowane przez popyt i podaż;
- zwiększenie swobód gospodarczych i uczestnictwa w rynku osób fizycznych i prawnych (np. przedsiębiorstw);
- prywatyzacja przedsiębiorstw państwowych;
- dopuszczenie do rynku kapitału zagranicznego i umożliwienie inwestycji osobom indywidualnym, spółkom czy innym przedsiębiorstwom;
- otwarcie giełdy papierów wartościowych, na której można m.in. nabywać i zbywać akcje spółek giełdowych.

Transformacja wolnorynkowa jest procesem skomplikowanym, długotrwałym i trudnym nie tylko ze względów czysto techniczno-ekonomicznych, ale też polityczno-społecznych. Z tych względów może być przeprowadzona jedynie częściowo lub nawet cofana.